# پرلا باتلا
پرلا باتلا (به انگلیسی: Perla Batalla) (زاده ۱۹۶۴) خواننده و ترانه‌سرا آمریکایی است.